# Lambert Schneider (Archäologe)
Lambert Schneider (* 26. Januar 1943 in Berlin) ist ein deutscher Klassischer Archäologe.
Schneider ist Sohn des gleichnamigen Verlegers. Er hat nach dem Abitur an dem Kurfürst-Friedrich-Gymnasium in Heidelberg von 1961 bis 1968 Klassische Archäologie, Alte Geschichte, Byzantinistik und Kunstgeschichte an den Universitäten Heidelberg, New York und Freiburg studiert. In Freiburg wurde er 1969 bei Walter-Herwig Schuchhardt mit dem Thema „Asymmetrien griechischer Köpfe vom 5. Jh. v. Chr. bis zum Hellenismus“ promoviert. In den Jahren 1968 und 1969 war er als Assistent am Archäologischen Institut in Bochum tätig. In den Jahren 1969 und 1970 führte ihn eine Forschungsreise in die Sowjetunion. 
Seit 1971 ist er am Archäologischen Institut der Universität Hamburg tätig. 1981 wurde er dort mit einer Arbeit über „Die Domäne als Weltbild. Wirkungsstrukturen der spätantiken Bildersprache“ habilitiert und war anschließend als Privatdozent tätig. Seit 1984 leitete er zusammen mit Peter Zazoff ein wissenschaftliches Austauschprogramm zwischen den Universitäten Sofia und Hamburg, ab 1986 arbeitete er – ebenfalls zusammen mit Zazoff – in einem Forschungsprojekt zur thrakischen Bildsprache. In dessen Verlauf führten ihn Forschungsreisen erneut in die Sowjetunion und dann auch nach Rumänien und Bulgarien. 1987 wurde ihm in Hamburg der akademische Titel Professor verliehen. 
In den Jahren 1992 und 1993 vertrat er an der FU Berlin den Lehrstuhl von Adolf Borbein, 1996 forschte er als Scholar am Getty Research Institute in Los Angeles in Kalifornien. 2009 wurde er pensioniert.
Schneider ist (Mit-)Herausgeber der Zeitschrift Hephaistos (Bände 1–11/12, und erneut ab Band 23), einer Fachzeitschrift für Archäologie und angrenzende Wissenschaften, die seit 1979 erscheint und inzwischen in 25 Bänden vorliegt.

## Schriften (Auswahl)
- Asymmetrie griechischer Köpfe vom 5. Jh. bis zum Hellenismus. F. Steiner-Verlag, Wiesbaden 1973.
- Zur sozialen Bedeutung der archaischen Korenstatuen (= Hamburger Beiträge zur Archäologie. Beiheft 2). Verlag H. Buske, Hamburg 1975.
- Die Domäne als Weltbild. Wirkungsstrukturen der spätantiken Bildersprache. F. Steiner-Verlag, Wiesbaden 1983
- mit Christoph Höcker: Phidias. Rowohlt-Verlag, Reinbek 1993
- mit Christoph Höcker: Griechisches Festland. Antike und Byzanz, Islam und Klassizismus zwischen Korinthischem Golf und nordgriechischem Bergland (= DuMont Kunst Reiseführer). 5. Auflage. Dumont Reiseverlag, Ostfildern 2011, ISBN 978-3-7701-2936-2.
- Kreta (= DuMont Kunstreiseführer). Köln 1998, 4. Aufl. 2006.
- Peloponnes. Mykenische Paläste, antike Heiligtümer und venezianische Kastelle in Griechenlands Süden (= DuMont Kunstreiseführer). Köln 2001.
- mit Christoph Höcker: Die Akropolis von Athen. Eine Kunst- und Kulturgeschichte. Wissenschaftliche Buchgesellschaft und Primus-Verlag, Darmstadt 2001.
- mit Martina Seifert: Sphinx – Amazone – Mänade. Bedrohliche Frauenbilder im antiken Mythos. Konrad Theiss Verlag, Stuttgart 2010.